# Il rito delle streghe
Il rito delle streghe (The Craft: Legacy) è un film del 2020 diretto da Zoe Lister-Jones di genere fantastico-orrore-drammatico. È un sequel/reboot del film di culto del 1996 Giovani streghe (The Craft).

## Trama
Tre ragazze, Frankie, Tabby e Lourdes, stanno cercando di fermare il tempo con la magia, ma falliscono perché hanno bisogno di un quarto membro. Lily Schechner si trasferisce in città con la madre terapista, Helen, per vivere con il nuovo fidanzato di Helen, Adam Harrison, e i suoi tre figli, Jacob, Isaiah e Abe. Le ragazze fanno amicizia con Lily quando, a causa delle mestruazioni, si sporca involontariamente in classe e perciò viene derisa dagli altri suoi compagni di classe, in particolare dal bullo della scuola Timmy Andrews. Le ragazze sono stupite quando Lily spinge telecineticamente Timmy negli armadietti. Quando Lily risponde alle loro domande senza parlare, ma usando solo la mente, le ragazze la confermano come il loro quarto membro e la invitano a unirsi alla loro congrega, proposta che lei accetta immediatamente. Da allora le quattro amiche cominciano a praticare la magia e a compiere incantesimi, tra cui quello di fermare il tempo.
Per vendicarsi di Timmy, le ragazze gli lanciano un incantesimo. Il giorno successivo, Timmy si comporta in modo sensibile, confermando il successo delle ragazze. Continuano a sperimentare i loro poteri, inclusa la levitazione. Adam viene a sapere dell'incidente a scuola e rimprovera Lily, ma Helen la difende. Lily li sente litigare e esce quando Abe le parla delle convinzioni autoritarie di suo padre. Timmy organizza una festa, invita la congrega e si scusa con Lily, diventando infine amico delle quattro giovani streghe. Quando Timmy è a casa di Lily per un progetto con Jacob, ammette alle ragazze di aver fatto sesso con Isaiah, il fratello maggiore di Jacob e di essere bisessuale. Più tardi, Lily lancia un incantesimo d'amore su Timmy, usando la sua felpa, e i due si baciano.
La mattina dopo, durante la lezione, l'insegnante informa la congrega che Timmy si sarebbe suicidato la notte prima. Lily si apre con le sue amiche riguardo al suo bacio e al suo incantesimo d'amore. Al che, le tre ragazze recidono i legami con lei e si vincolano alla magia. Lily sospetta che Adam sia pericoloso e chiede a sua madre di andarsene, ma lei non è d'accordo. Nella speranza di trovare qualcosa contro Adam, cerca nel suo ufficio solo per trovare i propri documenti di adozione, costringendo Helen ad ammetterle che Lily è in realtà la figlia di un suo paziente in psicoterapia. Dopo il funerale di Timmy, Helen dice a Lily che accetta di trasferirsi. Helen ammette anche di conoscere i suoi poteri di telepatia, telecinesi e magia. La conversazione spinge Helen a chiedere a Lily di darle i suoi poteri. Quando Lily inizia a sospettare di lei, Helen si trasforma in Adam che si era travestito con la sua stessa magia. Adam le dice che è un membro di un culto pagano e che ha cercato i suoi poteri sin dall'inizio, prima di farle perdere i sensi.
Lily si sveglia di notte in una foresta con Adam, che confessa di aver ucciso Timmy e minaccia di uccidere anche lei. Quando lo spirito di Timmy contatta le amiche di Lily tramite una tavola Ouija e racconta loro di essere stato assassinato da Adam, arrivano per salvare Lily. Tentano di fermare il tempo, ma Adam le sottomette rapidamente. Le ragazze quindi lavorano insieme e usano i loro poteri elementali per sconfiggere Adam, bruciandolo vivo. Più tardi, Lily continua la sua amicizia con le ragazze ed Helen la porta in un ospedale di salute mentale per incontrare la sua madre naturale, che si scopre essere Nancy Downs.

## Distribuzione
La pellicola è stata distribuita in video on demand da Sony Pictures Releasing il 28 ottobre 2020, seguita da una distribuzione internazionale nei cinema.

### Home video
Negli Stati Uniti il film è stato pubblicato in Blu-ray e DVD il 22 dicembre 2020 da Sony Pictures Home Entertainment.